# تحويلات الجيب وجيب التمام

في الرياضيات، تحويلات فورييه الجيب وجيب التمام هي شكل من أشكال تحويل فورييه التي لا تستخدم الأعداد المركبة. تمت صياغتها للمرة الأولى من قبل جوزيف فورييه وما تزال مفضلة في الكثير من التطبيقات كمعالجة الإشارة والإحصاء.

## تعريف
إن تحويل الجيب لفورييه لـ  f (t)، يرمز له بـ {\displaystyle {\hat {f}}^{s}} أو {\displaystyle {\mathcal {F}}_{s}(f)} ويعرَّف بـ:
{\displaystyle \int _{-\infty }^{\infty }f(t)\sin(2\pi \nu t)\,dt.}
إذا كانت t تدل على الزمن، فإن ν تدل على التردد (بواحدة دورة في واحدة الزمن)، ولكن وبشكل مجرد يمكن أن يكونا أي زوج من المتحولات المرتبطة ببعضها.
يكون هذا التحويل تابعاً فردياً دائماً بالنسبة للتردد ν:
{\displaystyle {\hat {f}}^{s}(-\nu )=-{\hat {f}}^{s}(\nu ).}
إن تحويل جيب التمام لفورييه لـ  f (t)، يرمز له بـ {\displaystyle {\hat {f}}^{c}} أو {\displaystyle {\mathcal {F}}_{c}(f)} ويعرَّف بـ:
{\displaystyle \int _{-\infty }^{\infty }f(t)\cos(2\pi \nu t)\,dt.}
يكون هذا التحويل تابعاً زوجياً دائماً بالنسبة للتردد ν:
{\displaystyle {\hat {f}}^{c}(\nu )={\hat {f}}^{c}(-\nu ).}
بعض الكتَّاب عرَّفوا تحويل جيب التمام للتوابع الزوجية بالنسبة لـ t فقط. في هذه الحالة يكون تحويل الجيب معدوماً. وتحويل جيب التمام زوجياً أيضاً ويعطى بالعلاقة المبسّطة التالية:
{\displaystyle 2\int _{0}^{\infty }f(t)\cos(2\pi \nu t)\,dt.}
وبشكل مشابه في حال كان  f  تابعاً فردياً، في هذه الحالة يكون تحويل جيب التمام معدوماً. وتحويل الجيب فردياً أيضاً ويعطى بالعلاقة المبسّطة التالية:
{\displaystyle 2\int _{0}^{\infty }f(t)\sin(2\pi \nu t)\,dt.}

## تحويل فورييه العكسي
إن التابع الأصلي  f  يمكن أن تتم استعادته انطلاقاً من تحويلاته حسب الفرضية المعتادة، بحيث يجب أن يكون  f  وكلا تحويليه قابلين للتكامل بشكل مطلق.
لمزيد من التفاصيل حول هذه الفرضيات يمكن رؤية نظرية تحويل فورييه العكسي.
إن علاقة التحويل العكسي هي 
{\displaystyle f(t)=\int _{0}^{\infty }{\hat {f}}^{c}\cos(2\pi \nu t)d\nu +\int _{0}^{\infty }{\hat {f}}^{s}\sin(2\pi \nu t)d\nu ,}

## العلاقة مع تحويل فورييه العقدي
إن صيغة تحويل فورييه المستخدمة كثيراً هي:
{\displaystyle {\begin{aligned}{\hat {f}}(\nu )&=\int _{-\infty }^{\infty }f(t)e^{-2\pi i\nu t}\,dt\\&=\int _{-\infty }^{\infty }f(t)(\cos(2\pi \nu t)-i\,\sin(2\pi \nu t))\,dt&&{\text{Euler's Formula}}\\&=\left(\int _{-\infty }^{\infty }f(t)\cos(2\pi \nu t)\,dt\right)-i\left(\int _{-\infty }^{\infty }f(t)\sin(2\pi \nu t)\,dt\right)\\&={\hat {f}}^{c}(\nu )-i{\hat {f}}^{s}(\nu )\end{aligned}}}